# Aliou Ardo Sow
Pour les articles homonymes, voir Sadio et Sow.
Aliou Ardo Sadio Sow, appelé Aliou Ardo Sow, est un entrepreneur et philanthrope sénégalais né en 1934 à Kadione et mort le 22 août 2017 à l'Hôpital américain de Paris.
Il est membre fondateur en 1970 avec l'entreprise Fougerolles de la Compagnie sénégalaise d'entreprise. En 1976, après le rachat des actions de Fougerolles, il devient le PDG et actionnaire majoritaire de l'entreprise à 90%. En 1981, il renomme l'entreprise la Compagnie sahélienne d'entreprise (CSE); une entreprise sénégalaise de BTP spécialisée dans les travaux publics et opérant simultanément dans 8 pays de l'Afrique de l'Ouest.

## Biographie
Né à Kadione, un village au nord du Sénégal, d'une famille peul, Aliou Sow, fils de Ardo Sadio et Malado Ba, grandit en partie au Mali, élevé par son grand frère Oumar Sow, un employé de l'armée coloniale. Il fait ses études à l'école des Travaux Publics de Bamako et obtient son baccalauréat à Dakar en candidat libre. Il étudie en France à l'Ecole Spéciale des Travaux Publics et obtient un diplôme d'ingénieur dans le même domaine. De retour en Afrique, il travaille comme ingénieur cadre au sein de l'entreprise pétrolière Shell à Abidjan.
Apres 10 ans dans le pétrole avec l'entreprise Shell, il démissionne pour participer à la création de la filiale sénégalaise de l'entreprise française de BTP Fougerolles. Cette succursale sénégalaise de BTP, du nom de Compagnie sénégalaise d'entreprise est alors détenue à 45% par Fougerolles, 45% par Aliou Ardo Sow et 10% par l'Union sénégalaise des banques.
En 1976, il rachète les parts de Fougerolles, devient l'actionnaire principal à 90% et fait de la Compagnie sénégalaise d'entreprise, une société totalement sénégalaise. En 1981, l'entreprise gagne le marché pour la construction de la route d'accès au barrage de Manantali au Mali. Aliou Ardo Sow conscient de la vocation africaine et sous-régionale de l'entreprise, la renomme, tout en gardant le même sigle, la Compagnie sahélienne d'entreprise (CSE). Sous la direction d'Aliou Ardo Sow, l'entreprise se positionne comme un acteur majeur de la sous-région ouest africaine en matière de grands travaux d'infrastructure, contribuant ainsi à leur développement Economique.
En 1986, Aliou Ardo Sow diversifie ses activités à travers la finance. Il prend part au capital de la Banque sénégalo tunisienne (BST) en tant qu'actionnaire majoritaire à 66%. En 2006, il revend ses parts au groupe marocain Attijariwafa Bank.
A partir de 2015, il commence une transformation de la CSE en holding avec 7 sociétés. La Société immobilière du golf (SIG), qui devient en décembre 2018 CSE IMMO, la Société sahélienne d'équipement et de terrassement (SOSETER) créée en 1973, la Société industrielle sahélienne de mécaniques, de matériels agricoles et de représentations (SISMAR) créée en 1981, la Société dakaroise immobilière et d'habitation (SDIH) et CSE granulat créée en février 2018. En 2016, en collaboration avec son fils Yerim Sow via son entreprise le Groupe Teyliom, la CSE sous la direction d'Oumar Sow crée POLYTEK, une société spécialisée dans la fabrication de tube PVC. En octobre 2020, Oumar Sow crée ECSEN, une société spécialisée dans la fourniture de biens et services logistiques dans le secteur pétrolier et gazier.
En 2016, le chiffre d'affaires de la CSE est estimé à 100 milliards de francs CFA. La même année, précisément le 03 janvier, il cède officiellement son fauteuil de PDG à son fils aîné Oumar Sow. Jusqu'à sa mort l'année suivante le 22 août 2017, il occupe le poste de Président du conseil d'administration.

## Création de la Compagnie sahélienne d'entreprise (CSE)
En 1970, la société française de travaux publics Fougerolles cherche un partenaire local pour ouvrir une succursale de BTP au Sénégal.
Amadou Sow Président de l'Union sénégalais des banques propose à Aliou Ardo Sow de prendre part au capital de cette filiale. Avec l'octroi d'un crédit de 5 millions de francs CFA, soit 10 000 $, il acquiert les 45% du capital. En 1976, Fougerolles, qui est aujourd'hui Eiffage, cède ses parts à Aliou Ardo Sow. Il devient le PDG et principal actionnaire de l'entreprise et déplace la même année son siège social à la zone industrielle de Dakar.
L'entreprise sous la direction d'Aliou Ardo Sow se spécialise dans la construction d'infrastructures routières, mais également dans les ouvrages d'art, les bâtiments publics, l'hydraulique et l'assainissement.
En 1981, pour le compte de l'OMVS, l'entreprise réalise son premier projet de la sous-région, plus précisément au Mali, avec la construction de la route d'accès au barrage de Manantali suivie de la construction de la route Markala/Nioro. Cette opportunité sous-régionale est à l'origine de la rebaptisation de l'entreprise par Compagnie sahélienne d'entreprise (CSE). A partir de là, l'entreprise développe un portefeuille client au niveau de l'Afrique de l'Ouest avec des pays tels que la Gambie, la Sierra Léone, le Liberia, le Burkina-Faso, le Niger, la Guinée.
Depuis 2008, La CSE met en place et entretient un système de management de la qualité, qui en 2015 aboutit à l'obtention de la certification ISO 9001 délivrée par l'organisme certificateur SGS ICS France.

## Fondation Aliou Ardo Sow et mécénat
Le Sénégal étant classé parmi les pays pauvres très endettés, Aliou Ardo Sow crée une organisation à but non lucratif pour venir en aide à la population locale. Le 18 septembre 2008, par décret présidentiel, la fondation  est reconnue d'utilité publique. Le 1er avril 2020, par l'unanimité de ses membres, celle-ci est renommée la Fondation Aliou Ardo Sow (FAAS). Elle intervient dans les domaines de financement de projets et de développement en milieu rural et urbain, dans l'assistance humanitaire, dans la réduction du taux de pauvreté, dans la lutte contre l'analphabétisme par l'octroi de bourses et d'aides scolaires et universitaires.
En 1991, dans le cadre d'une coopérative d'habitation pour les employés de la CSE, l'entreprise construit une cité de 160 villas au quartier Liberté 6 de Dakar. En 1994, à la suite de la dévaluation du franc CFA à 50%, Aliou Ardo Sow solde de fonds propres la totalité des prêts bancaires contractés par ses employés auprès de la banque de l'habitat. Les salariés de la CSE ont versé que deux mois de remboursement à ladite banque. Il octroie le reste des villas de la cité CSE aux membres de sa famille.

## Vie privée
Marié à Khadijatou Diawara, sœur de Mohamed Tiecoura Diawara, ancien ministre du Plan sous le régime du Président Felix Houphouët-Boigny, Aliou Ardo Sow est père de 6 garçons, dont Yerim Sow PDG et fondateur du Groupe Teyliom.
Son fils aîné Oumar Sow occupe depuis janvier 2016, le poste de président directeur général de la CSE. Ses frères cadets Ardo Sow et Mohamed Sow occupent respectivement le poste de directeur général de la CSE et directeur général de la SIDH.
Aliou Ardo Sow meurt le 22 août 2017 à l'Hôpital américain de Paris à l'âge de 83 ans et inhumé le 27 août à la mosquée Omarienne de Dakar, en présence du Président Macky Sall et du Président malien Ibrahima Boubacar Keïta.

## Distinctions et postérité
En 1988, Aliou Ardo Sow est désigné entrepreneur africain de l'année par le magazine Jeune Afrique Economie.
Le 10 mars 2022, par décret présidentiel, la première section de la Voie de dégagement nord (VDN), construite par la CSE, est baptisée boulevard Aliou Ardo Sow.
Depuis 2023, la cérémonie de gala la nuit du bâtiment décerne le prix Aliou Ardo Sow de la performance et de la qualité, à différentes entreprises sénégalaises.
Le 25 février 2025, le syndicat professionnel des entrepreneurs du bâtiments et des travaux publics du Sénégal (SPEBTPS) nomme leur nouveau siège social au nom de l'ancien entrepreneur Aliou Ardo Sow.